# منطق الباعث المقرون

موتورولا ECL 10,000 المخطط الكهربائي لدائرة منطق الباعث المقرون من شركة موتورولا

منطق الباعث المقرون (بالإنجليزية: Emitter-coupled logic)‏ عائلة منطقية فائقة السرعة، تستغل المقحل زوجي الأقطاب، وتكون في هيئة دارة متكاملة.
تبنى دارات في هذه العائلة على بوابات تستخدم ترانزيستورات لا تصل إلى الإشباع ولذلك فهي سريعة العمل.تستخدم عائلة ECL مصدر تغذية سالب وتستهلك قدرة كبيرة بالمقارنة مع باقي العائلات. البوابة الاساسية لهذه العائلة هي بوابة OR/NOR والبيئة الداخلية لهذه البوابة مبينة في الشكل في الاسفل (دائرة الاساسة ECL) وتعتبر عائلة ECL من أكثر العائلات المنطقية تأثراُ بالضجيج الكهربائي. مخرج مرتفع 1 في هذه العائلة يقابل جهدا يتراوح بين (0.75_-0.8V) أما الصفر منطق 0 يقابل جهدا يتراوح بين (1.55- و1.8-). وتستخدم الدارات المتكاملة من عائلة ECL في الاجهزة الخاصة مثل معالجات الشارة الرادارية والحواسيب ذات السرعات العالية.
تبنى دارات هذه العائلة على بوابات تستخدم ترانزيستورات لا تصل إلى الإشباع ولذلك فهي سريعة العمل
السلبية الاساسية في دوائر ECL انها تستهلك تيار عالي في كل ترانزيتسر موجود فيها هذا بدوره يأدي إلى زيادة استهلاك الطاقة
التغير في مسار الإشارة في ECL وتغير موقع المدخل يعرف باسم مشتقة تغير التيار DCS

## التاريخ
```

Yourke الحالي التبديل، ج. 1955.

اخترع ECL في آب / أغسطس 1956 في 
IBM
 من قبل هانون يورك S. Yourke.
[
3
]
[
4
]
 في الأصل كما أنها تستخدم تصنيع الدوائر الكهربائية في، IBM 7090و IBM 7094 أ.
[
5
]
 و.
[
6
]
  ASLT ا IBM 360/91.
[
7
]
[
8
]
[
9
]
```

## صورة لدائرة منطق المقرون

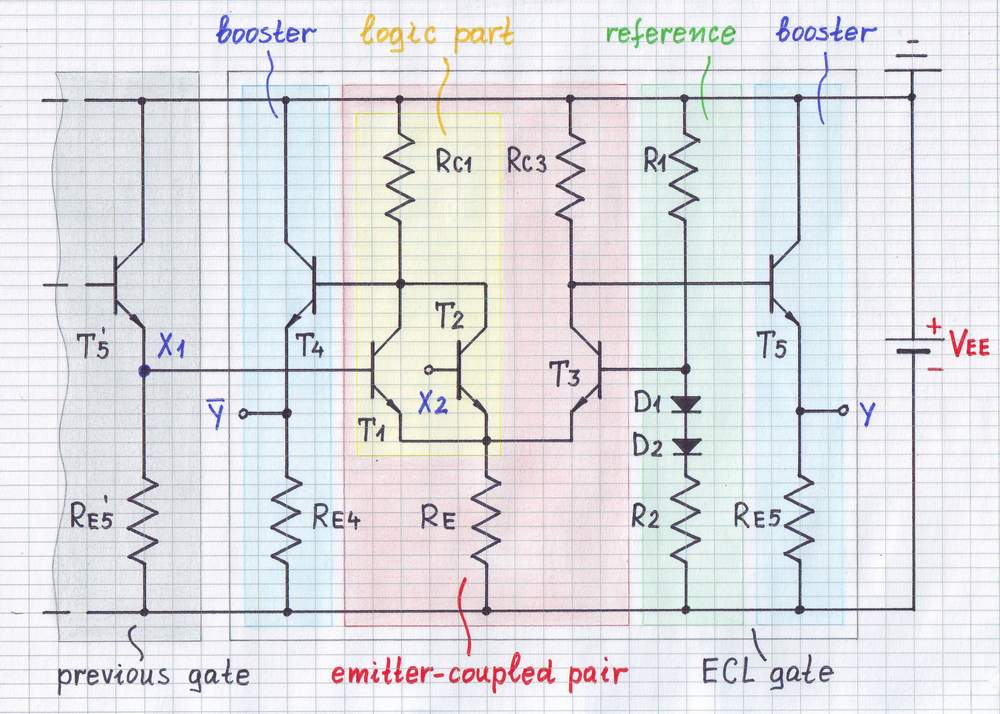
بنية البوابة الاساسية في عائلة ECL

ECL .

## العملية
تسمى البوابة المعطاة في الشكل الذي في الاسفل بوابة OR/NOR وهي البوابة الاساسية في عائلة ECL و في هذه البوابة اما تكون الترانسيستورات في حالة التشغيل ON وتعمل في المنطقة الفعالة
أو تكون في حالة الإيقاف OFF. ولاتعمل الترانزيستورا نهائيا في منطقة الإشباع ولذلك تعتبر عائلة ECL اسرع من باقي العائلات المنطقية ولكنها تستهلك طاقة أكبر.
- ولكن عند وصول التغذية إلى دارة البوابة يكون T3 في حالة عمل ON وفيما يلي نتعرف على آلية العمل في الحالات المنطقية المختلفة لجهود المخل عندما تكون جهود المدخلين صفر منطق أي (-1.55) فان جهد نقطة التقاء بواعث T2 وT1 والذي سنرمز له بالرمز VE سيكون VE=VBE+VB=-(1.15+0.75) ويساوي -1.9 وبما ان جهود قواعد T1 T3 هي -1.55 فان الفرق بين جهد القاعدة والباعث لهذه الترانزيستورات سيكون VB-VE =-1.55+1.9 =0.45 وهو اقل من 0.7 وتكون هذه الترانزيستورات في حالة قطع OFF ., وفي هذه الحالة لا يمر تيار عبر المقاومة R1 وجهد قاعدة T6 يساوي الصفر أما باعث الترانزيستور فموصول عبر مقاومة إلى جهد التغذية -5.2 فيكون الترانزيستور T6 في حالة ON والجهد على باعثه يساوي مرتفع VET6 =-0.75 ويعتبر هذا الخرج هو الخرج NOR للبوابة.يؤدي مرور تيار عبر المقاومة R2 بسبب كون الترازيستور T3 في حالة ON إلى تشكيل جهد يساوي -0.8 على قاعدة T5 ويكون جهد باعث T5 مساويا VET5=-0.8-0.75=-1.55 LOWويعتبر باعث T5 هو الخرج OR للبوابة.

## الخصائص
تعتبر دوائر ECL ذات ضوضاء منخفض من حيث الطاقة ويعزى ذلك انه التيار المطلوب لعمل الدائرة عالي ولكنه ثابت.على غرار دوائرة منطقية أخرى التي يكون فيها ضوضاء الطاقة عالي بسبب حالة الانتقال المتكرر
وقت النتشار يكون اقل الف مليون جزء من الثانية نانوا سيكند وهو بذلك يعتبر من اسرع العوائل الالكترونية.
و قاموا بتطوير ECL مع الزمن ومثال على ذلك من عام 1975-1991 قامة شركة Digital Equipment Corporation's بتصنيع from the (ECL) KL10 through the (ECL) VAX 9000 until the 1991 single-chip CMOS NVAX.
كان معكم احمد وليد الشريف 0116032